# Dalveck
Dalveck kallas ett sådant veck, inom origami, som bildas, då papperet viks framåt, mot vikaren (i bilden nedan är personen som viker pappret placerad ovanför bilden):
Namnet dalveck kommer av att pappret blir V-formad, som formen av en dal.
I de flesta origami-instruktioner visas denna typ av veck genom en streckad linje (−−−−−−).
Motsatsen till dalveck är bergveck.